# San Juan Tecuaco
San Juan Tecuaco är en kommunhuvudort i Guatemala.   Den ligger i departementet Departamento de Santa Rosa, i den södra delen av landet, 70 km söder om huvudstaden Guatemala City. San Juan Tecuaco ligger 304 meter över havet och antalet invånare är 2 210.
Terrängen runt San Juan Tecuaco är huvudsakligen kuperad, men norrut är den bergig. Runt San Juan Tecuaco är det ganska tätbefolkat, med 86 invånare per kvadratkilometer. Närmaste större samhälle är Chiquimulilla, 13,4 km väster om San Juan Tecuaco. Omgivningarna runt San Juan Tecuaco är en mosaik av jordbruksmark och naturlig växtlighet.